# Histoire de Byon Gangsoé
 (juillet 2023).
Si vous disposez d'ouvrages ou d'articles de référence ou si vous connaissez des sites web de qualité traitant du thème abordé ici, merci de compléter l'article en donnant les références utiles à sa vérifiabilité et en les liant à la section « Notes et références ».

L'Histoire de Byon Gangsoé (Byon Gangsoé Chon en coréen) est un récit transmis traditionnellement de manière orale en Corée, un pansori.
Byon Gangsoé est un personnage marginal, un peu voyou, qui rencontre une femme en exil. Celle-ci a été expulsée de son village natal par les autres femmes car elle semble maudite : elle a perdu ses cinq époux peu de temps après chaque mariage, et chaque homme en âge d'avoir des enfants qui croise son chemin est rapidement frappé de mort. Cependant, Byon Gangsoé épouse cette femme le jour de leur rencontre, et ils vivent un temps en ville avant de partir pour une région plus reculée. Ils élisent domicile dans une maison de montagne et la femme envoie Byon Gangsoé chercher du bois. Mais celui-ci, au lieu de couper des arbres arrache à la terre un jangseung, ces totems animistes qui, habités par un esprit, protègent un village, un site. La colère des esprits ne se fait pas attendre. Et le lendemain, Byon Gangsoé est frappé par tous les maux connus. Il meurt peu de temps après, immobilisé, debout comme un jangseung. La femme part alors en quête d'hommes qui pourraient l'aider à enterrer son défunt mari. Mais tous ceux qu'elle trouve, et qui répondent à ses complaintes (et sa proposition de l'épouser après la mise en bière de feu son mari), meurent à leur tour instantanément à la vue de l'horrible spectacle. Finalement une troupe de comédiens parvient à aider la femme en abattant le mur qui tourne le dos au mort et en le couvrant d'un drap. Alors qu'ils transportent le petit groupe de macchabées, ils font une pause et se trouvent à leur tour immobilisés, mais vivant. Et toute personne tentant de les dégager se trouve empêtré avec eux. Il faut l'intervention d'un chaman pour libérer tout le petit monde excepté quatre porteurs. L'un d'eux entame un chant qui touche l'esprit de Byon Gangsoé, et libère les trois autres porteurs. Le dernier finit de se débarrasser du corps encombrant avec une autre complainte chantée sous une cascade.